# Dayong Airport
Dayong Airport (kinesiska: 张家界荷花机场, 張家界荷花機場) är en flygplats i Kina. Den ligger i provinsen Hunan, i den södra delen av landet, omkring 270 kilometer väster om provinshuvudstaden Changsha.
Runt Dayong Airport är det ganska tätbefolkat, med 199 invånare per kvadratkilometer. Närmaste större samhälle är Zhangjiajie, 4,5 km nordost om Dayong Airport. I omgivningarna runt Dayong Airport växer i huvudsak blandskog.
Genomsnittlig årsnederbörd är 1 738 millimeter. Den regnigaste månaden är september, med i genomsnitt 307 mm nederbörd, och den torraste är december, med 21 mm nederbörd.